# Sympherobius fuscescens
Sympherobius fuscescens är en insektsart som först beskrevs av Hans Daniel Johan Wallengren 1863.  Sympherobius fuscescens ingår i släktet Sympherobius och familjen florsländor. Arten är reproducerande i Sverige. Inga underarter finns listade i Catalogue of Life.